# Ма Дзиен
Ма Дзиен (на китайски: 馬建) е писател, автор на ред награждавани прозаични творби, описван от Нобеловия лауреат Гао Синдзиен като „един от най-важните и смели гласове в китайската литература“.

## Биография
Ма Дзиен започва творческия си път като художник и фотограф. След като през 80-те години на ХХ в. властите в Китай му забраняват да се занимава с визуални изкуства, той заминава на дълго пътешествие на автостоп, което го отвежда чак до Тибет. Дълбоко поразен от мястото и нравите, Ма Дзиен пише петте разказа от бъдещия сборник „Изплези си езика“. Те са публикувани през 1987 г. в сп. „Народна литература“, но са посрещнати с огромно неодобрение от комунистическата цензура, вследствие на което съответният брой е спрян от продажба и претопен, а това и всички следващи произведения на Ма Дзиен са забранени в родината му.
Ма Дзиен емигрира първо в Хонг Конг, сетне в Германия и накрая във Великобритания. Женен е за английската си преводачка Флора Дрю и живее с нея и четирите им деца в Лондон. Сред най-акламираните му книги са „Майсторът на фиде“ (1991), „Червена прах“ (2003), „Пекинска кома“ (2008), „Тъмният път“ (2012).

## На български език
На български език са публикувани две от книгите на Ма Дзиен (ИК „Жанет 45“):
- „Майсторът на фиде“, 2011 – в поредицата „Отвъд“; превод от английски Ангел Игов
- „Изплези си езика“, 2014 – в поредицата „Кратки разкази завинаги“; превод от китайски Стефан Русинов